# Gare du Champ de Mars - Tour Eiffel
Ne doit pas être confondu avec Champ de Mars (métro de Paris).
La gare du Champ de Mars - Tour Eiffel est une gare ferroviaire française de la ligne des Invalides à Versailles-Rive-Gauche située à la limite du quartier du Gros-Caillou du 7e arrondissement et du quartier de Grenelle du 15e arrondissement de Paris. Entre février 1867 et les années 1930, plusieurs gares, ouvertes par la Compagnie des chemins de fer de l'Ouest, se succèdent sur le site. La gare actuelle est ouverte en 1979 par la Société nationale des chemins de fer français (SNCF). Elle est desservie par les trains de la ligne C du RER.
Si elle est aujourd'hui constituée d'installations mineures, la gare du Champ de Mars a une longue histoire, liée aux expositions universelles de 1867, 1878, 1889 et de 1900, dont elle était l'un des accès principaux.

## Situation ferroviaire
Gare de bifurcation, elle est située à l'ouest du 7e arrondissement de Paris, sur la rive gauche de la Seine. Établie à 30,8 m d'altitude, elle se situe au point kilométrique (PK) 1,970 de la ligne des Invalides à Versailles-Rive-Gauche. Elle est aussi l'origine, à la bifurcation de Boulainvilliers, au PK 2,460, de la ligne d'Ermont - Eaubonne à Champ-de-Mars, également connue sous le nom de liaison Vallée de Montmorency - Invalides (VMI).

## Histoire

### Première gare (1867)
Afin de desservir l'exposition universelle de 1867, qui se tient au Champ-de-Mars, la convention concédant à la Compagnie de l'Ouest la Petite Ceinture Rive-Gauche prévoit la création d'un embranchement provisoire entre la Ceinture et le Champ de Mars. Cette ligne de 3 km à double voie se détache de la Ceinture à la station de Grenelle-Ceinture, longe la Seine jusqu'à son terminus. Cette première gare du Champ de Mars, est ouverte le 1er février 1867 pour les marchandises et le 1er avril 1867 pour les voyageurs, à l'angle entre le quai Branly et de l'avenue de Suffren. Après l'exposition, qui s'achève le 7 novembre 1867, la gare et ses quatre voies à quai ferment aux voyageurs le 18 novembre 1867, après en avoir accueilli près d'un million et demi, soit 10 % environ du nombre de visiteurs. La gare et la ligne provisoire sont alors détruits, et il n'en subsiste plus d'éléments le 31 mars 1868.

### Deuxième gare (1877-1894)
Une nouvelle exposition universelle devant se tenir au Champ-de-Mars du 1er mai 1878 au 31 octobre 1878, la Compagnie de l'Ouest accepte, à la demande de l'État, de rétablir l'embranchement de Grenelle-Ceinture au  Champ-de-Mars, à la fois pour permettre le transport de fret permettant la construction des infrastructures de l'Exposition et pour assurer l'accès des voyageurs, à une époque où les transports en commun parisiens se résument aux omnibus de la Compagnie générale des omnibus et aux fiacres. Le raccordement est achevé le 25 novembre 1877, et le trafic marchandises débute en décembre 1877. Un  bâtiment voyageurs est commandé à l'architecte Juste Lisch ; celui-ci conçoit un vaste édifice, composé d'un bâtiment central encadré de deux pavillons, construit en structure métallique, avec remplissage de briques polychromes, reposant sur un soubassement en pierre de taille. La gare dispose de deux quais de 180 m de longueur pouvant accueillir quatre trains ; s'y ajoutent, derrière le bâtiment du buffet de la gare, sept voies de manœuvre ou de garage (dont cinq pour les marchandises), et une voie pénétrant dans le Champ-de-Mars pour assurer la livraison de marchandises à pied d'œuvre.
Contrairement à la précédente, la gare n'est pas détruite après l'exposition. Elle est de nouveau active pour l'exposition universelle de 1889 où elle se trouve située au pied de la toute nouvelle tour Eiffel. Elle est reliée à la ligne de Petite Ceinture, mais également à la ligne des Moulineaux, ouverte juste à temps pour l'exposition. La gare est cette fois encore reliée à l'enceinte de l'exposition par des voies ferrées destinées à approvisionner l'exposition en marchandises et matériaux de construction. À cette fin, la gare de la petite vitesse est fermée pendant la durée de l'exposition. Durant les huit mois des festivités, la gare accueille 2 213 926 voyageurs, et par exemple plus de 70 000 voyageurs pour la seule journée du 10 juin.
Il est mis fin au service voyageurs en 1894 et, les nouveaux projets d'extension de la ligne aux Invalides ne l'intégrant pas, le bâtiment de 1878 est démonté et remonté comme « Gare des Carbonnets » à Asnières-sur-Seine en 1897, où il est toujours présent.

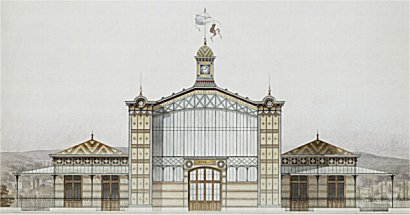
La gare de 1878.
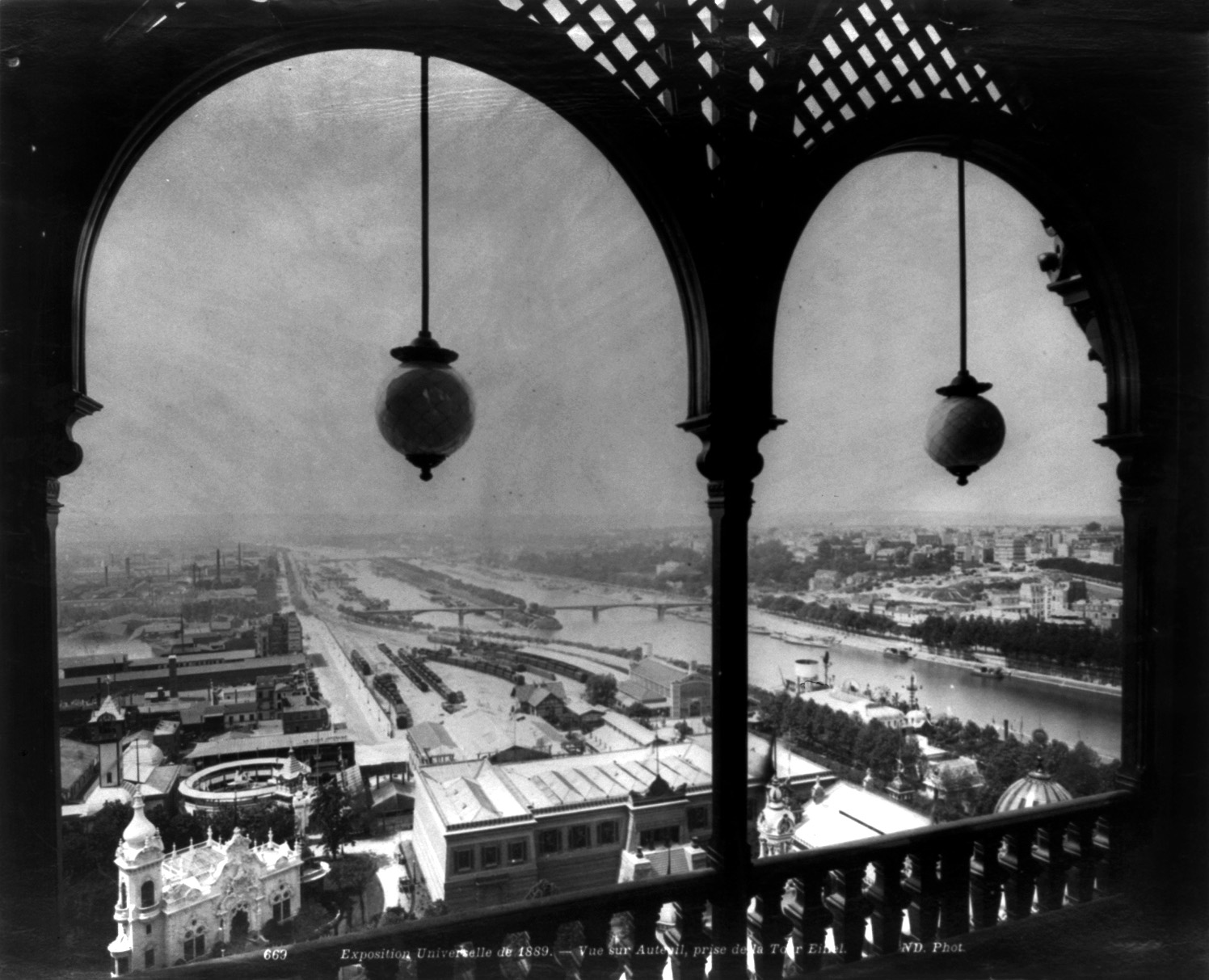
La gare en 1889, depuis la tour Eiffel.

### Troisième gare (1900-1935)
Pour l'exposition universelle de 1900, une nouvelle gare est établie en tranchée le long de la Seine, sur le prolongement menant aux Invalides. Une gare de vastes dimensions est également construite à proximité pour les seuls besoins de l'exposition. Elle compte vingt voies et dix quais pour accueillir les visiteurs. Elle est par ailleurs dotée de deux ponts tournants de 17 et 9 mètres, de deux fosses à piquer ainsi que d'un réservoir d'eau de 150 m3.
Une liaison entre la ligne de petite ceinture (embranchement de la ligne d'Auteuil au sud de la gare de l'avenue Henri-Martin) et la gare du Champ de Mars est établie par la Compagnie de l’Ouest par la gare de Boulainvilliers comprenant un souterrain à Passy et un pont sur la Seine pour la desserte de l'exposition universelle de 1900. La gare du Champ de Mars reçoit six trains par heure en traction vapeur par cette antenne de Boulainvilliers, au départ de la gare du Nord par la gare de Courcelles-Ceinture et au départ de Paris-Saint-Lazare. Du 12 avril au 12 novembre, la gare du Champ de Mars accueille 10 250 000 voyageurs.
La ligne des Invalides à Versailles-Rive-Gauche n'étant pas terminée, une navette à traction électrique circule du Champ-de-Mars à la nouvelle gare des Invalides pendant l'exposition.
Après la manifestation, la gare de l'exposition est fermée au trafic de voyageurs et remplacée par une station de passage sur la ligne des Invalides. Le  terminus des trains passant par le raccordement de Boulainvilliers est alors reporté à la gare des Invalides et la gare du Champ de Mars sert essentiellement au transport des marchandises avant de se spécialiser dans le transport du charbon. Elle comporte un dépôt vapeur, avant d'accueillir les automotrices de la ligne des Invalides à Versailles, ouverte en totalité le 31 mai 1902.
En 1913, les trains de la ligne des Moulineaux ne desservent plus la gare du Champ de Mars : le terminus est en effet reporté à Issy-Plaine. Celui des trains au départ de Saint-Lazare passant par le raccordement de Boulainvilliers est également limité en 1913 à la station du Champ de Mars en correspondance avec la ligne des Invalides. Cette desserte supprimée en 1917 est remplacée en 1919 par une navette en traction électrique limitée à une liaison de la gare de l'avenue Henri-Martin à la station du Champ de Mars, elle-même supprimée en 1924.
En 1928, le dépôt du Champ de Mars compte un effectif de 246 agents.
Lors de la préparation de l'exposition universelle de 1937, les installations paraissent de plus en plus mal intégrées au cadre résidentiel qui s'est développé autour du Champ-de-Mars ; les diverses installations de la gare de 1900 sont démontées pour être réutilisées sur le nouveau site prévu pour l'activité charbonnière à Vaugirard. La gare de marchandises ferme le 31 mars 1935, son trafic étant reporté sur les trois sites de Vaugirard, Grenelle et des Moulineaux. Les terrains libérés à l'angle de l'avenue de Suffren et du quai Branly sont cédés à la Ville de Paris qui y ouvre entre ces deux voies en 1937 la rue Jean-Rey.
Lors de l'exposition de 1937, le dépôt vapeur disparaît à son tour. Seul un bâtiment est conservé, sa nouvelle fonction étant d'être une remise pour du matériel roulant utilisé sur la ligne des Invalides. En 1947, le dépôt électrique dispose de 51 conducteurs, 52 motrices et 37 remorques. Il se situe entre la rue de la Fédération et la nouvelle rue Jean-Rey. Le 1er octobre 1971, le dépôt électrique ferme également : il ne reste plus dès lors aucune trace des installations dans le quartier, les terrains étant réutilisés par la Ville de Paris afin d'édifier le centre sportif Émile-Anthoine ou cédés pour la construction de divers immeubles. À l'emplacement des installations ferroviaires disparues, s'élèvent, au nord de la rue Jean-Rey, outre le centre sportif déjà évoqué, les locaux parisiens du Centre d'information et de documentation jeunesse et, au sud, l'ambassade d'Australie en France (qui héberge aussi le siège de l'Agence internationale de l'énergie), le siège de l'Union internationale des chemins de fer — ce qui perpétue d'une certaine façon la vocation ferroviaire du site — et deux grands hôtels quatre étoiles du groupe AccorHotels : le Mercure Paris centre Tour Eiffel et le Pullman Paris Tour Eiffel.

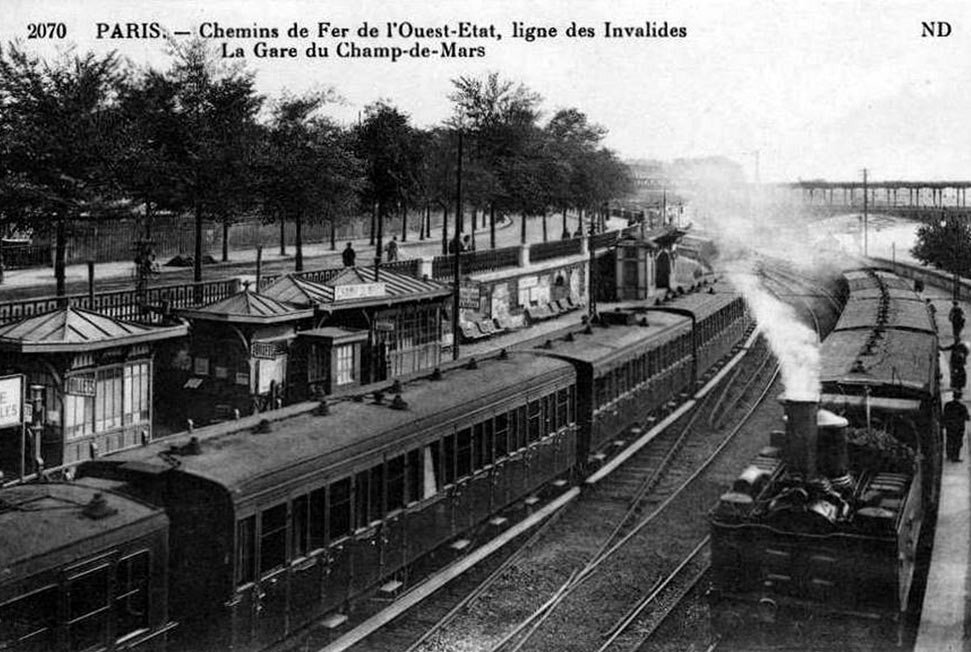
La gare à l'époque de la traction à vapeur.
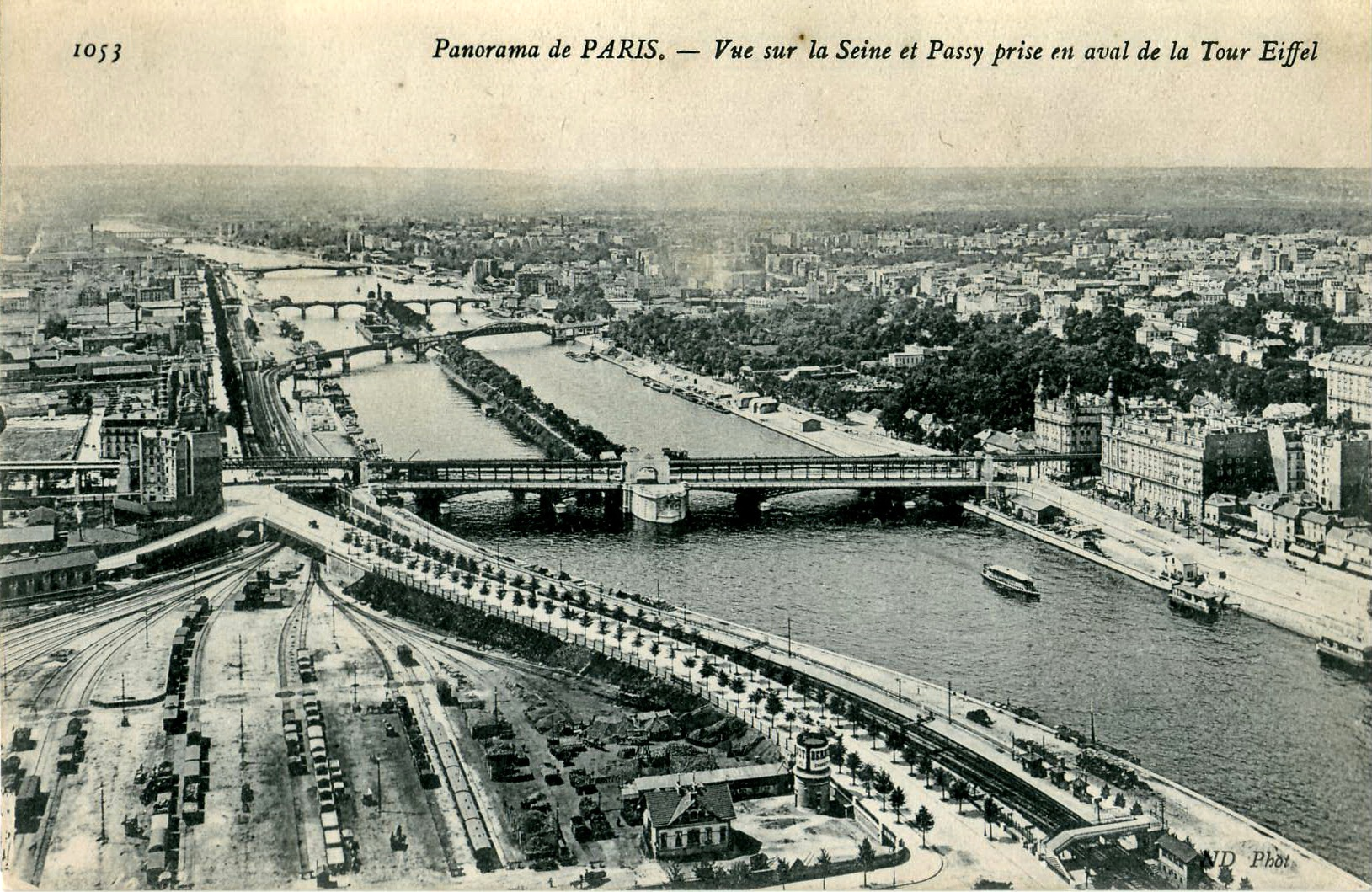
La gare de 1900, vue depuis la Tour Eiffel, et la succession des ponts sur la Seine.
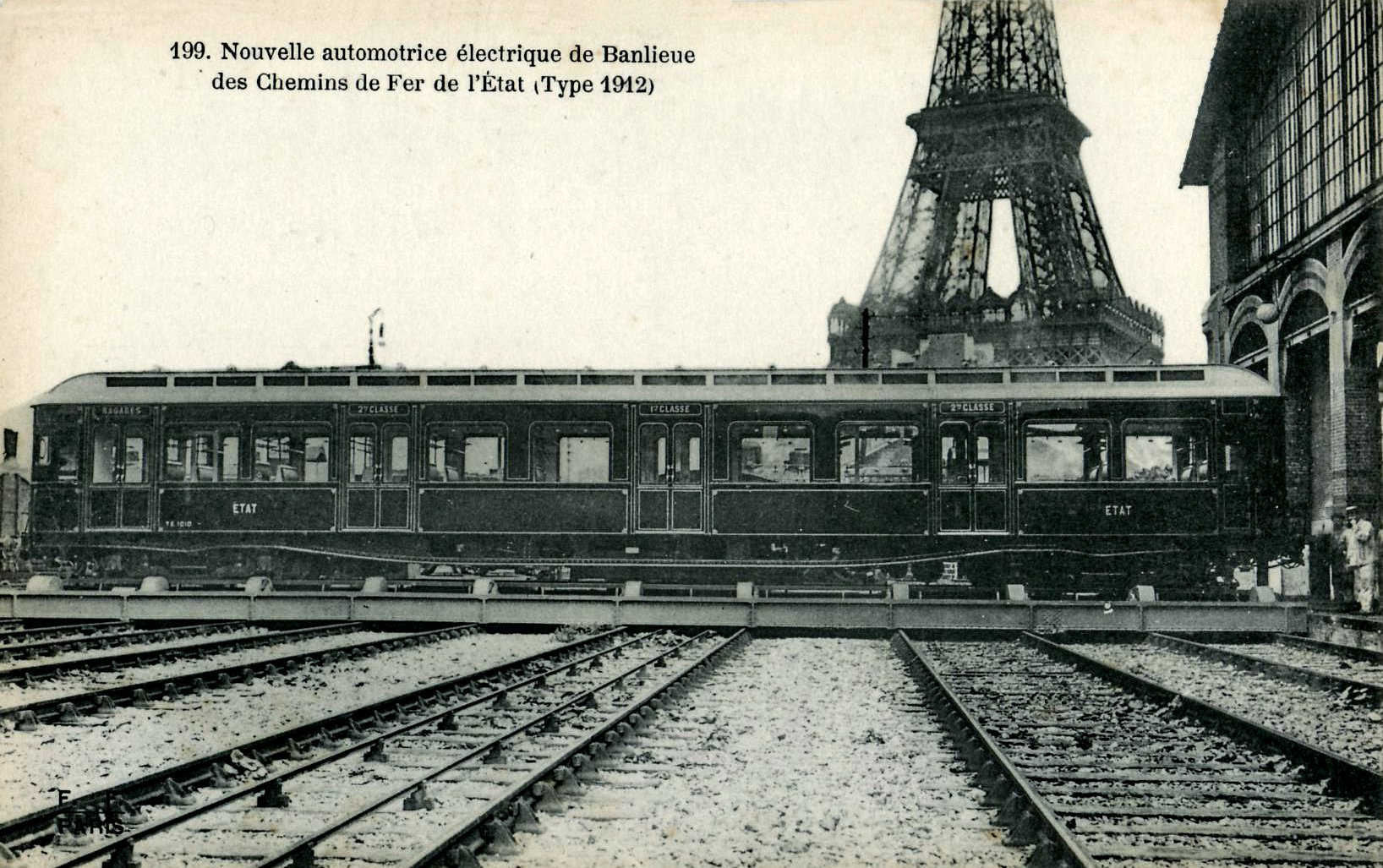
Le dépôt du Champ de Mars, vers 1912, avec une automotrice de 1re série sur le chariot transbordeur.

### Gare actuelle (depuis 1979)

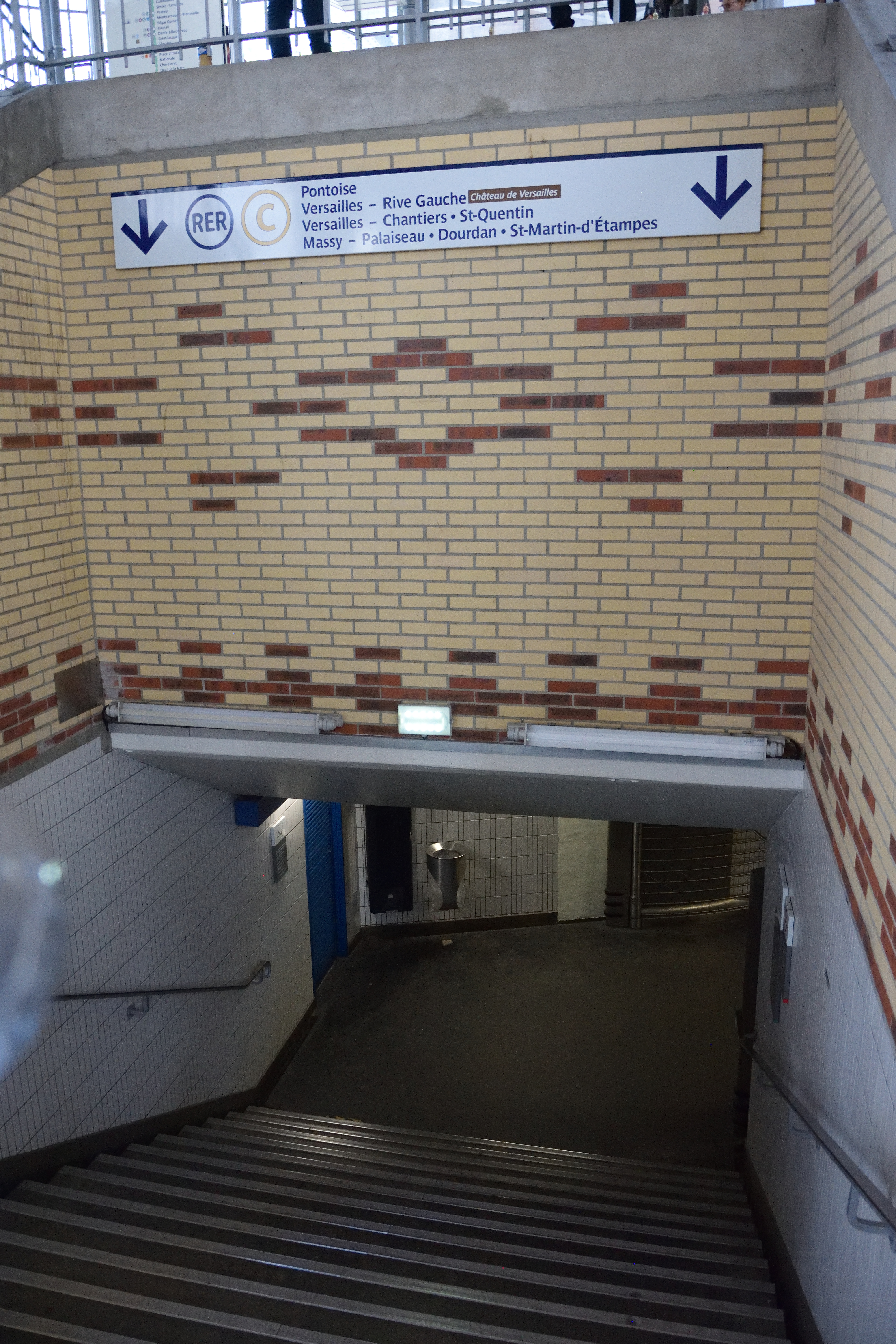
Entrée vers la gare accessible depuis la ligne 6 du métro.

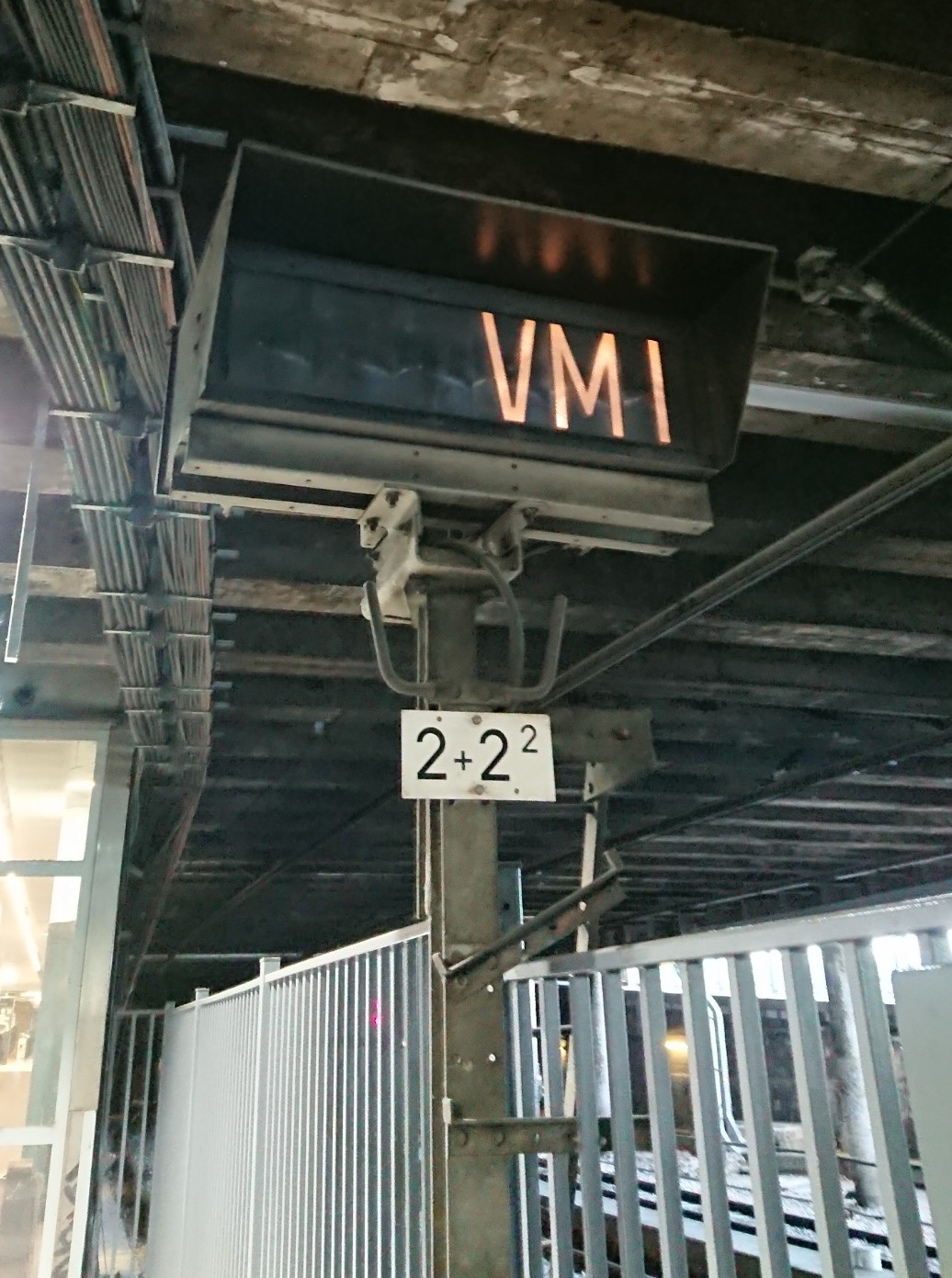
Tableau indicateur de direction à distance (TIDD) ferroviaire indiquant au conducteur du train la direction donnée par l'aiguillage en aval, ici, vers la VMI.

En 1979, un tunnel, long environ de 1 100 m, est construit entre  la gare d'Orsay et la gare des Invalides. Une nouvelle gare est établie au nord-ouest du Champ-de-Mars sur cette Transversale Rive Gauche ainsi constituée. Cette transversale devient la ligne C du RER en 1980.
Le raccordement de Boulainvilliers fermé en 1924 est utilisé pour la construction de la branche nord-ouest du RER C, dite « Ligne Vallée de Montmorency - Invalides » (VMI), ouverte en 1988 qui dessert la gare du Champ de Mars.
En 2022, selon les estimations de la SNCF, la fréquentation annuelle de la gare est de 6 564 413 voyageurs.

## Service des voyageurs

### Accueil
La gare dispose d'un guichet Transilien ouvert tous les jours de 6 h 15 à 0 h 25. Des distributeurs automatiques Transilien sont disponibles et adaptés aux personnes à mobilité réduite ; elle est équipée en outre de distrbiteurs automatiques pour trains de grandes lignes.

### Desserte
Elle est desservie par les trains de la ligne C du RER, à la bifurcation des branches Versailles-Château et Saint-Quentin-en-Yvelines d'une part (branches de la Transversale-Rive-Gauche) et Pontoise d'autre part (branche Vallée de Montmorency - Invalides).

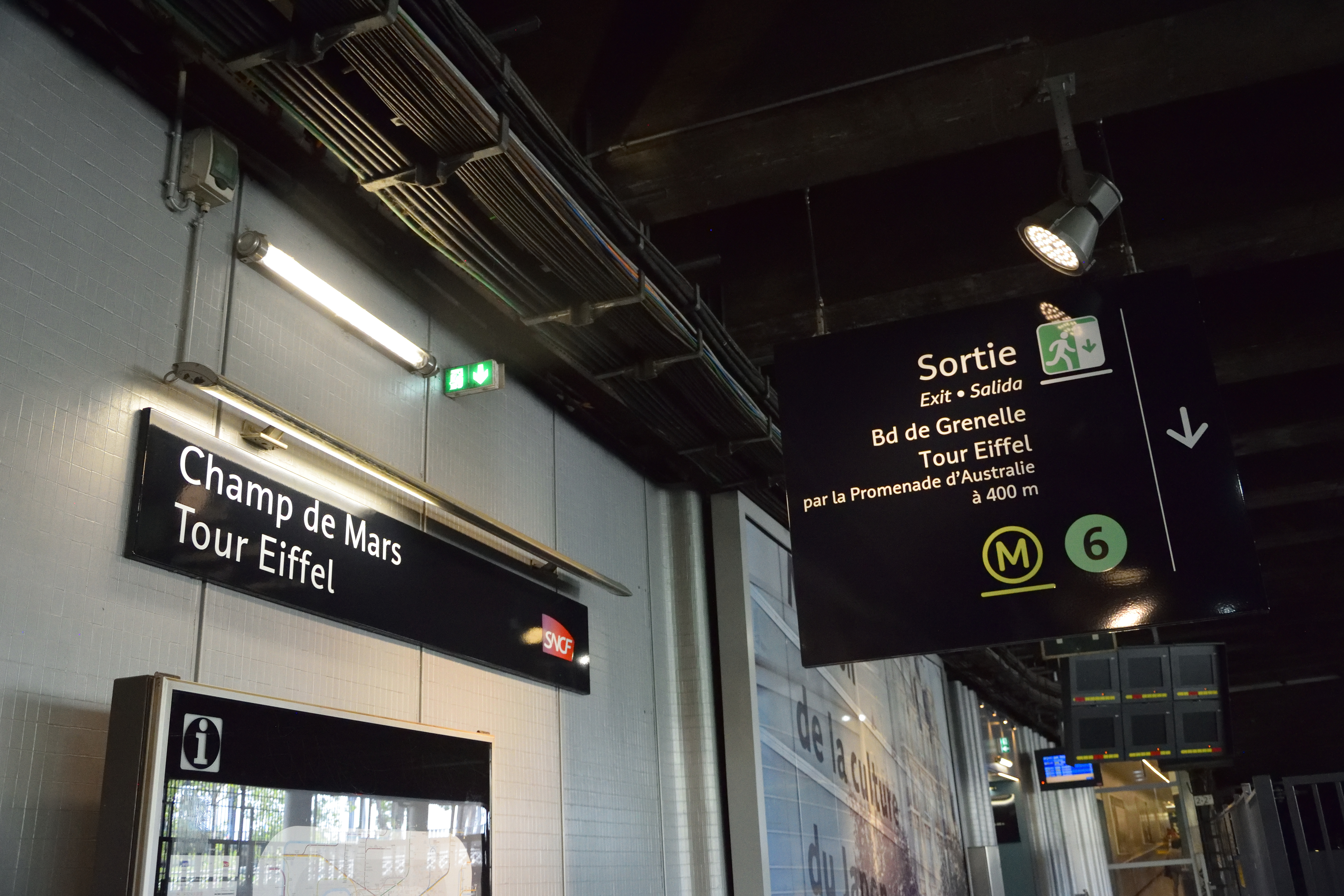
Panneaux indicateurs avec nom de la station et de la correspondance vers la ligne 6 du métro.
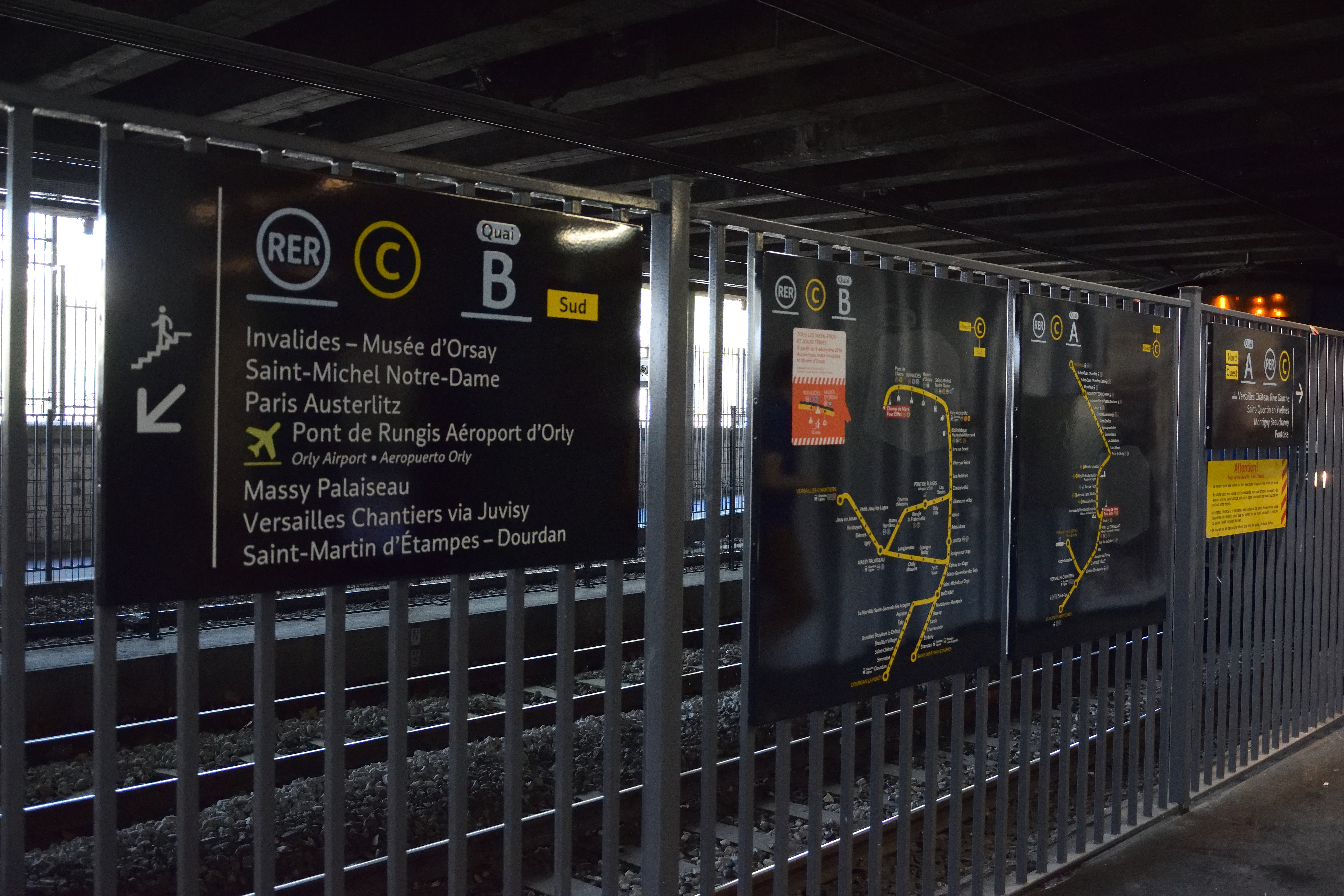
Panneaux d'informations et plan de la ligne du RER C.
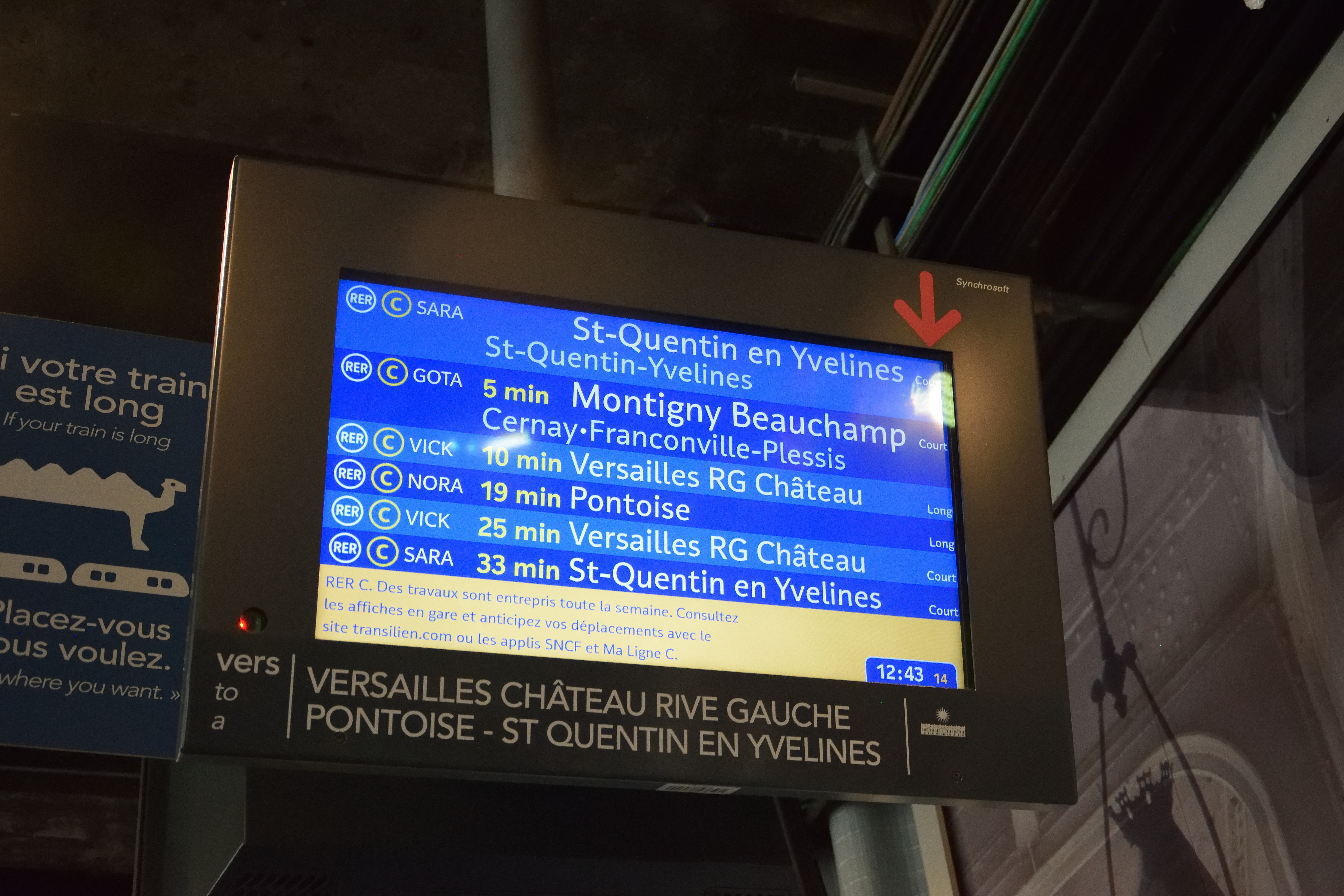
Écran d'affichage du temps d'attente des prochains trains.
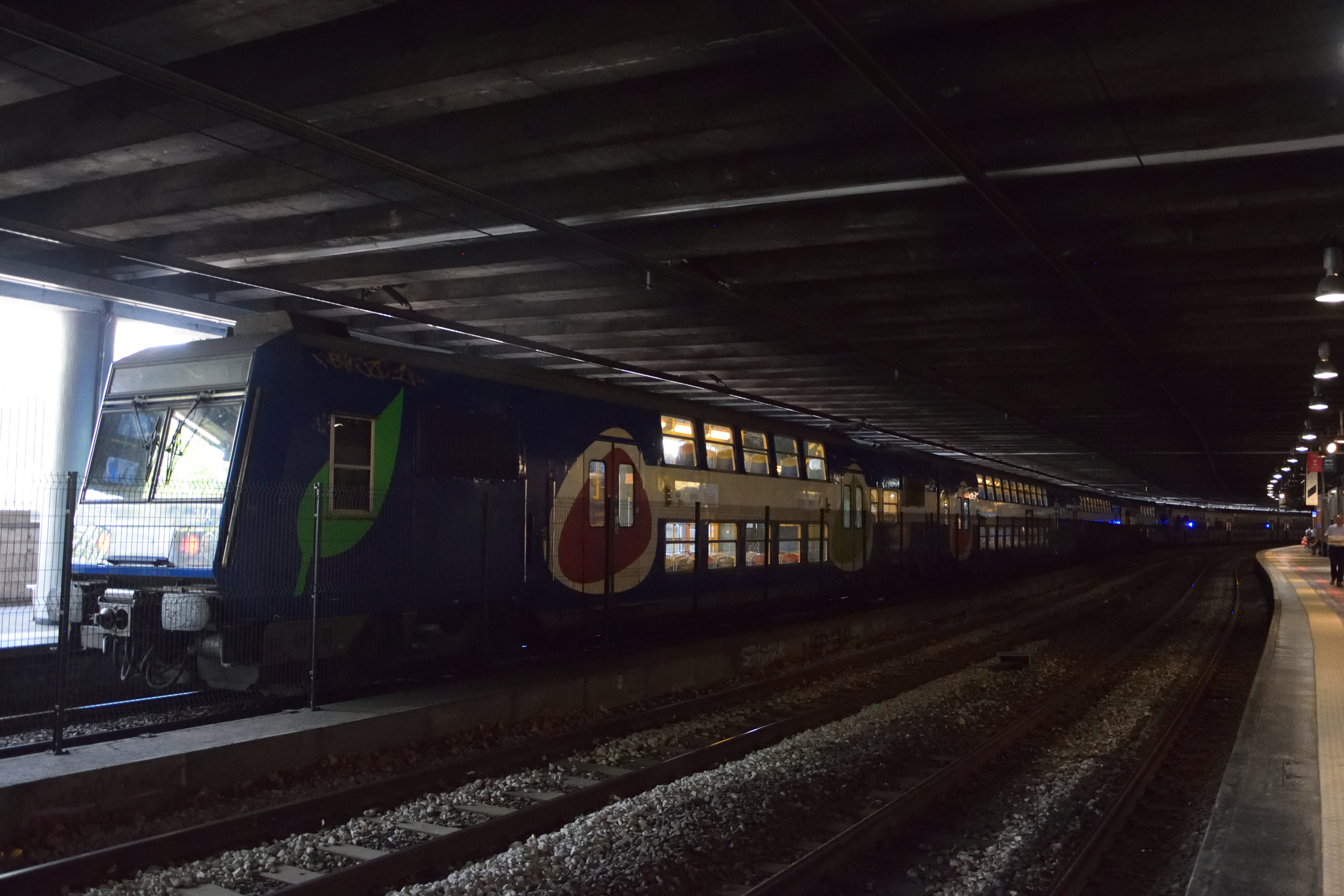
Train à destination de la gare des Invalides.

### Intermodalité

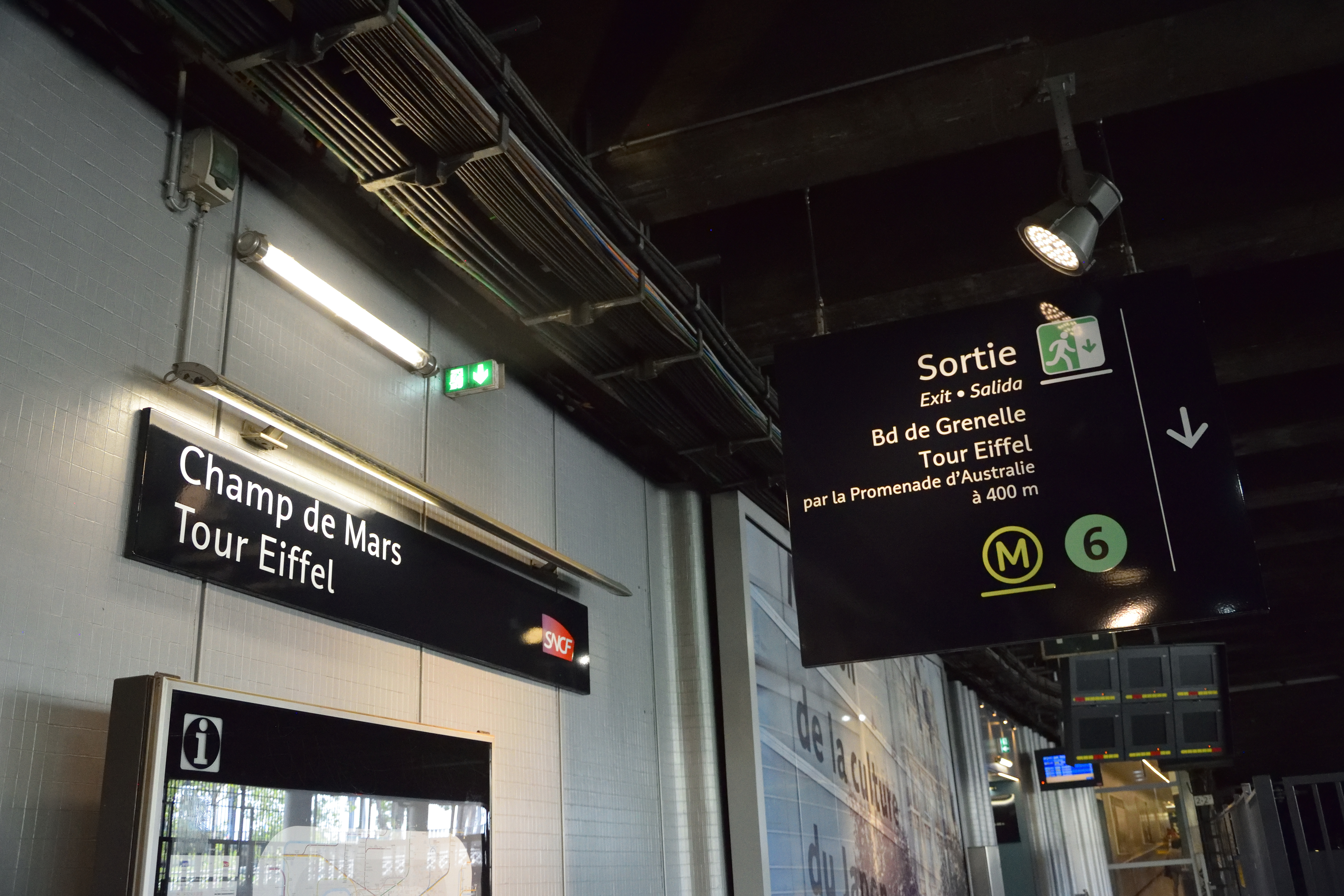
Panneaux indicateurs avec nom de la station et de la correspondance vers la ligne 6 du métro.

La gare offre une correspondance avec la ligne 6 du métro à la station Bir-Hakeim, via un couloir de liaison souterrain situé sous la partie sud-ouest du quai Jacques-Chirac.
Elle est en outre desservie par les lignes 30 et 82 du réseau de bus RATP et, à faible distance, par les lignes 42, 69 et 86 de ce même réseau.

## À proximité
- La Tour Eiffel et le Champ-de-Mars
- Le Trocadéro et le Palais de Chaillot